# La Chapelle-Gauthier (Eure)
La Chapelle-Gauthier ist eine französische Gemeinde mit 406 Einwohnern (Stand 1. Januar 2022) im Département Eure in der Region Normandie. Sie gehört zum Kanton Breteuil.

## Geografie
La Chapelle-Gauthier liegt im Pays d’Ouche auf einer mittleren Höhe von 176 Metern über dem Meeresspiegel 25 Kilometer südöstlich von Lisieux und 16 Kilometer südwestlich von Bernay. Das Gemeindegebiet hat eine Fläche von 16,43 Quadratkilometern. La Chapelle-Gauthier ist umgeben von den Nachbargemeinden La Folletière-Abenon, La Trinité-de-Réville und La Vespière.
Der geologische Untergrund besteht vornehmlich aus Sandstein und Konglomeratgestein, dem sogenannten Poudingue. La Chapelle-Gauthier ist eine der Gemeinden im Département Eure, wo es sogenannte Marnières gibt. Dabei handelt es sich um alte Mergelgruben, die notdürftig mit Schutt gefüllt worden sind. Sie können sich nach starkem Regen öffnen, wenn die Schuttfüllung in die Seitengänge geschwemmt wird. Als Folge der Stürme Lothar und Martin im Dezember 1999 traten Überschwemmungen und Erdrutsche auf.

## Geschichte
Im Pouillé von Lisieux, dem kirchlichen Verzeichnis der Lehnsherren, wird Robert de la Haye 1350 als Seigneur von La Chapelle-Gauthier genannt. Ein Teil des Lehens wurde im 14. Jahrhundert an eine Familie Beaudouin vergeben, die auch den Titel des Vicomte von Orbec innehatte. Dieses Lehen war bis ins 17. Jahrhundert hinein im Besitz der Familie, die sich im Laufe der Zeit Baudouin schrieb.
Im Hundertjährigen Krieg (1337–1453) waren La Chapelle-Gauthier und die umliegenden Ortschaften von englischen Truppen besetzt. Die Lehen der Seigneurs, die dem französischen König treu blieben, wurden konfisziert und Engländern gegeben. Ein Lehen gehörte dem Prévôt des marchands Jean Jouvenel († 1431). In den Jahren 1424 bis 1444 wurden mehrere ehemalige Einwohner von La Chapelle-Gauthier in Bernay exekutiert, weil sie sich den französischen Widerstandskämpfern angeschlossen hatten. Die Familie Jouvenel des Ursins erhielt das Lehen nach der Besetzung zurück. Im 17. Jahrhundert erbte die Familie Guiry dieses Lehen und 1670 wurden beide Lehen von La Chapelle-Gauthier vereinigt.
1584 versammelten sich bis zu sechzehntausend aufständische Bauern in La Chapelle-Gauthier. Die Aufständischen wurden nach der Ortschaft Gauthiers (auch Gautiers) genannt. Grund für die diesen Bauernaufstand im Hugenottenkrieg (1562–1598) waren Plünderungen durch Soldaten und zu hohe seigneuriale und royale Steuern. Die Gauthiers schlossen sich der Heiligen Liga an. Etwa zwölftausend Gauthiers fanden sich 1588 in Bernay ein und verschanzten sich dort. Daraufhin belagerte François de Bourbon, duc de Montpensier Bernay mit seinen Truppen, eroberte die Stadt, die im Anschluss geplündert und gebrandschatzt wurde. Die Gauthiers in Bernay wurden getötet. Zur gleichen Zeit waren etwa dreitausend Gauthiers in La Chapelle-Gauthier. Sie ergaben sich den Truppen und kehrten fast alle wieder zu ihrer Arbeit zurück, der Aufstand war 1589 beendet.
1793 erhielt La Chapelle-Gauthier im Zuge der Französischen Revolution (1789–1799) als La Chappelle Gauthier den Status einer Gemeinde und 1801 das Recht auf kommunale Selbstverwaltung. 1845 wurde die Ortschaft Saint-Laurent-des-Grès eingemeindet, die im Jahr 1841 201 Einwohner gehabt hatte.
Im Zuge des Zweiten Weltkriegs (1939–1945) wurde La Chapelle-Gauthier im Sommer 1944 bombardiert. Dabei wurden die Fenster auf der Südseite der Kirche Notre-Dame beschädigt.

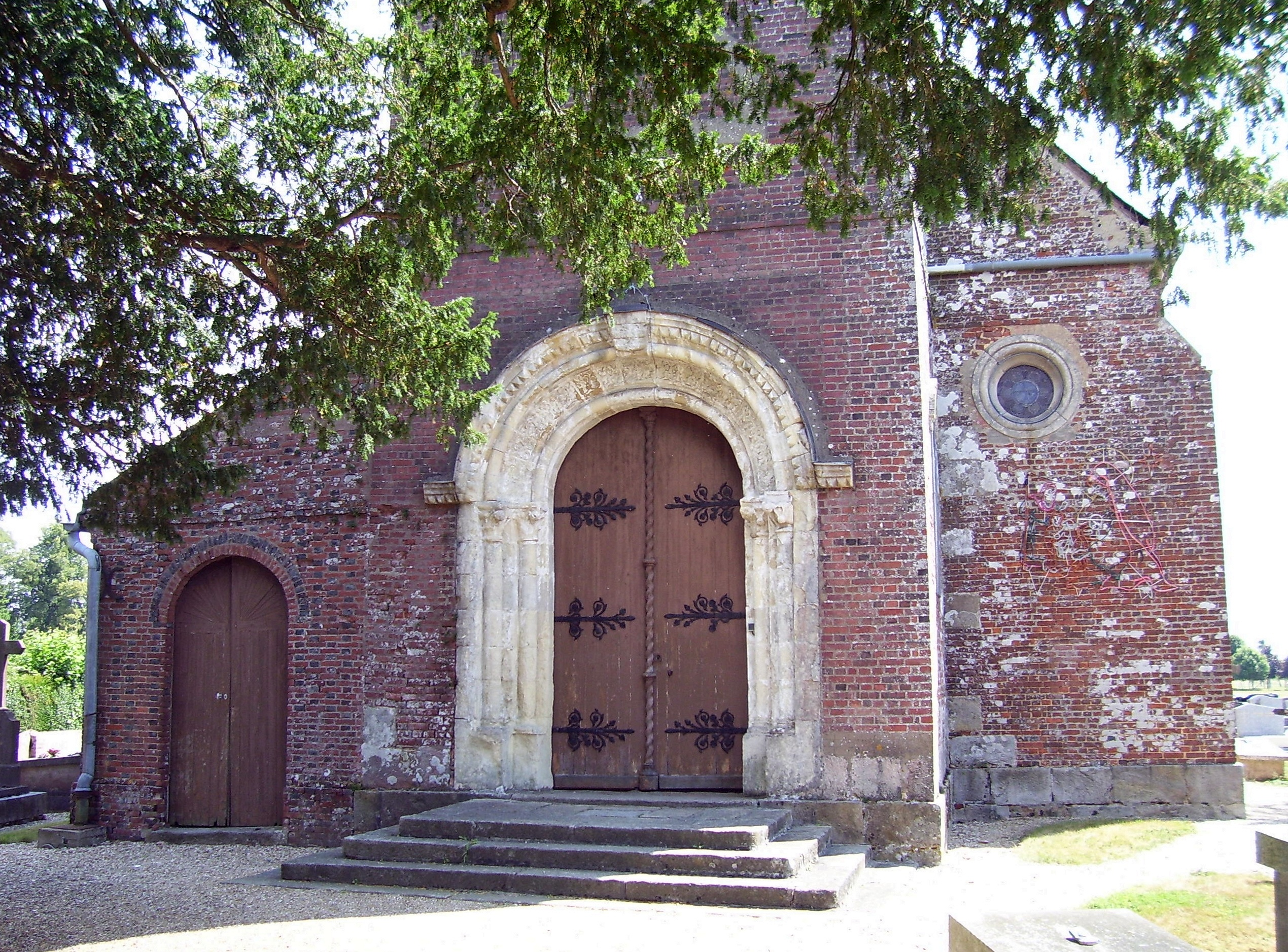
Das Portal der Kirche Notre-Dame

| Jahr      | 1793 | 1836 | 1846 | 1886 | 1936 | 1954 | 1968 | 1982 | 1990 | 1999 | 2016 |
| --------- | ---- | ---- | ---- | ---- | ---- | ---- | ---- | ---- | ---- | ---- | ---- |
| Einwohner | 590  | 482  | 682  | 528  | 433  | 473  | 426  | 349  | 350  | 381  | 404  |

## Kultur und Sehenswürdigkeiten
Die Eiben an der Kirche Notre-Dame und der Kirche Saint-Laurent in Grès sind als Site classé („Naturdenkmal“) eingestuft. Die Eiben sind mehrere hundert Jahre alt. Die Kirche Notre-Dame wurde am Ende des 18. Jahrhunderts komplett neu erbaut. Die Kirche Saint-Laurent ist deutlich älter. Sie wurde im 17. Jahrhundert renoviert. Ihr Portalvorbau wurde im 15. Jahrhundert gebaut.
In der Kirche Notre-Dame befindet sich ein silberner Kelch mit einem Zunftzeichen aus Paris vom 11. September 1789. Er wurde 1994 als Monument historique (‚historisches Denkmal‘) klassifiziert.

## Wirtschaft und Infrastruktur

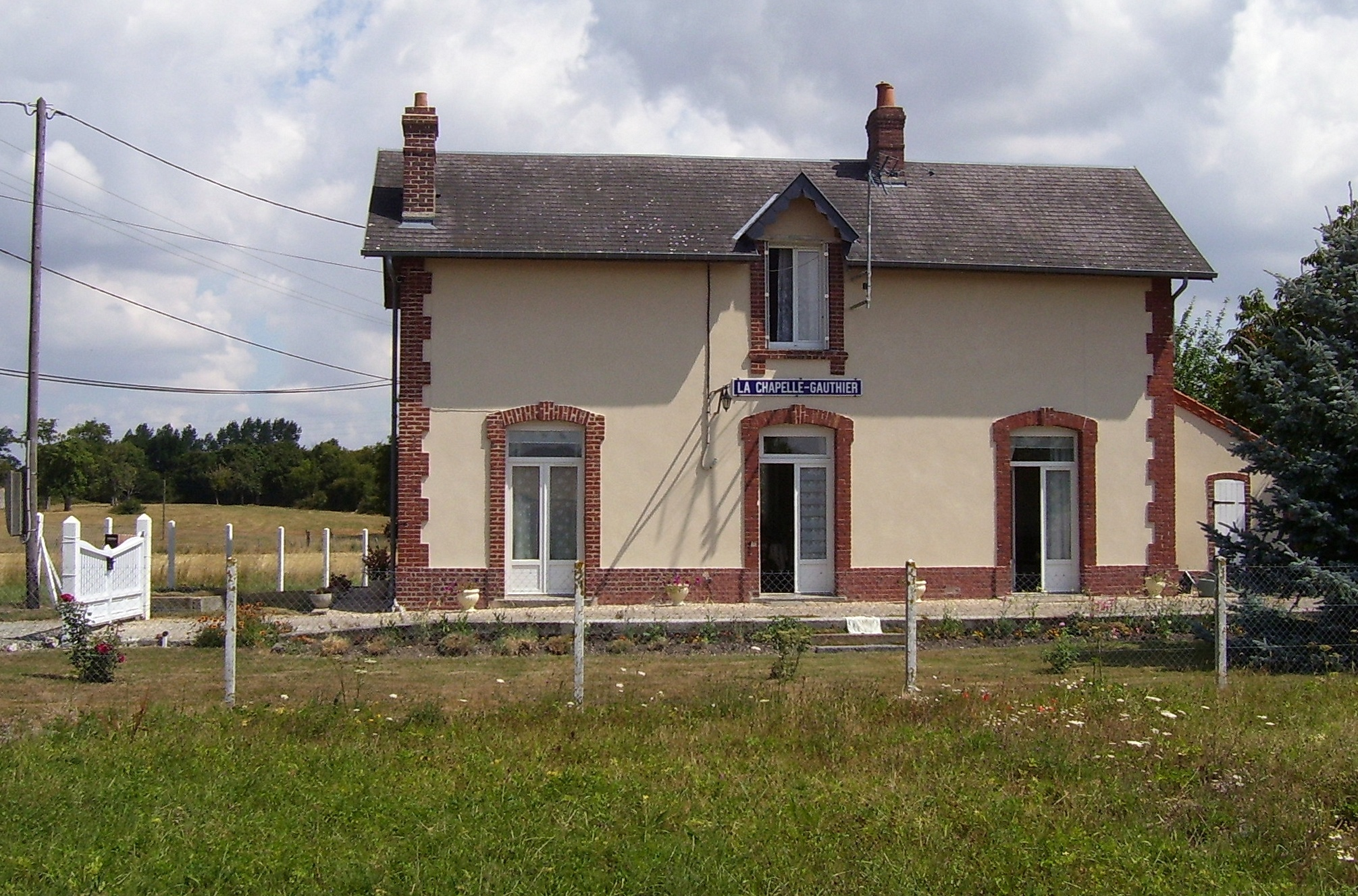
Der ehemalige Bahnhof

Saint-Laurent-des-Grès war bis ins 19. Jahrhundert für seinen feinen Sandstein bekannt, der in der ganzen Region verwendet wurde. Zwischen Saint-Laurent und La Goulafrière kann man immer noch die Spuren der Steinbrüche sehen.
Haupterwerbszweige in La Chapelle-Gauthier sind heute die Landwirtschaft und der Obstbau zur Produktion von Cidre. Auf dem Gemeindegebiet gelten kontrollierte Herkunftsbezeichnungen (AOC) für Pont-l’Évêque, Camembert (Camembert de Normandie), Calvados (auch Calvados Pays d’Auge), Pommeau (Pommeau de Normandie) und Cidre (Pays d’Auge) sowie geschützte geographische Angaben (IGP) für Schweinefleisch (Porc de Normandie), Geflügel (Volailles de Normandie) und Cidre (Cidre de Normandie und Cidre normand).
La Chapelle-Gauthier hatte früher einen Bahnhof. Die Bahnlinie Lisieux – Orbec – La Trinité-de-Réville war 1882 eröffnet worden und der Betrieb wurde erst 1966 eingestellt. Gegenüber dem Bahnhof stand das Bahnhofscafé. Beide Häuser wurden umgebaut und dienen nun als Wohnhäuser. Heute liegt der nächste Bahnhof in Bernay. 48 Kilometer nordwestlich der Gemeinde liegt der nächste Flughafen, der Aéroport de Deauville - Saint-Gatien in Saint-Gatien-des-Bois. Außerdem liegt La Chapelle-Gauthier zwischen der Departementsstraße D438 und der Autoroute A28.